# With Devils Amongst Us All
With Devils Amongst Us All — третий студийный альбом американского металкор-коллектива Walls of Jericho, вышедший в 2006 году. После релиза был снят клип на композицию «A Trigger Full Of Promises».

## Список композиций
1. «A Trigger Full Of Promises» — 3:48
2. «I Know Hollywood And You Ain’t It» — 2:39
3. «And Hope To Die» — 3:14
4. «Plastic» — 3:16
5. «Try.Fail.Repeat.» — 3:13
6. «The Haunted» — 3:23
7. «And The Dead Walk Again» — 3:24
8. «Another Day, Another Idiot» — 1:58
9. «No Saving Me» — 4:08
10. «Welcome Home» — 2:17
11. «With Devils Amongst Us All» — 3:36

## Участники записи
- Кэндес Каксалэйн — вокал
- Крис Роусон — гитара
- Майк Хасти — гитара
- Аарон Руби — бас-гитара
- Дастин Шоенхофер — ударные